# فواز الشمري (عداء)
فواز الشمري (مواليد 3 أبريل 1977 في مدينة الكويت) هو عداء كويتي. شارك في دورة الألعاب الأولمبية الصيفية عام 2012.

## سجل المنافسة
| العام               | المسابقة                                  | المكان                | المركز              | ملاحظة              |                                                     |
| Representing الكويت | Representing الكويت                       | Representing الكويت   | Representing الكويت | Representing الكويت | Representing الكويت                                 |
| ------------------- | ----------------------------------------- | --------------------- | ------------------- | ------------------- | --------------------------------------------------- |
| 2006                | ألعاب القوى في دورة الألعاب الآسيوية 2006 | الدوحة, قطر           | 14th (h)            | 110 m hurdles       | 15.42                                               |
| 2007                | بطولة آسيا لألعاب القوى 2007              | عمان, الاردن          | 7th                 | 110 m hurdles       | بطولة آسيا لألعاب القوى 2007 – رجال 110 متر حواجز ‏  |
| 2007                | دورة الالعاب الاسيوية 2007                | ماكاو, الصين          | 8th                 | 60 m hurdles        | ألعاب القوى الداخلية في دورة الألعاب الآسيوية 2007 ‏ |
| 2007                | ألعاب القوى في دورة الألعاب العربية 2007  | القاهرة, مصر          | 3rd (h)             | 110 m hurdles       | 14.28                                               |
| 2008                | بطولة آسيا لألعاب القوى داخل الصالات 2008 | قطر                   | 8th                 | 60 m hurdles        | 8.07                                                |
| 2009                | بطولة آسيا لألعاب القوى داخل الصالات 2009 | فيتنام                | 6th                 | 60 m hurdles        | 7.92                                                |
| 2009                | بطولة آسيا لألعاب القوى 2009              | الصين                 | 10th (h)            | 110 m hurdles       | بطولة آسيا لألعاب القوى 2009 – رجال 110 متر حواجز ‏  |
| 2010                | بطولة آسيا لألعاب القوى داخل الصالات 2010 | إيران                 | 2nd                 | 60 m hurdles        | 7.90                                                |
| 2010                | بطولة غرب اسيا لالعاب القوي 2010          | سوريا                 | 2nd                 | 110 m hurdles       | 13.81                                               |
| 2010                | بطولة غرب اسيا لالعاب القوي 2010          | سوريا                 | 2nd                 | 4 × 100 m relay     | 40.08                                               |
| 2010                | Asian Games                               | الصين                 | –                   | 110 m hurdles       | DQ                                                  |
| 2011                | Pan Arab Games                            | قطر                   | –                   | 110 m hurdles       | DNF                                                 |
| 2011                | Asian Championships                       | اليابان               | 11th (h)            | 110 m hurdles       | بطولة آسيا لألعاب القوى 2011 – رجال 110 متر حواجز ‏  |
| 2011                | Asian Championships                       | اليابان               | 13th (h)            | 400 m hurdles       | بطولة آسيا لألعاب القوى 2011 – رجال 400 متر حواجز ‏  |
| 2012                | بطولة آسيا لألعاب القوى داخل الصالات 2012 | الصين                 | –                   | 60 m hurdles        | DQ                                                  |
| 2012                | Olympic Games                             | لندن, المملكة المتحدة | 41st (h)            | 110 m hurdles       | 14.00                                               |